# ديفيد دودلي فيلد الأول
ديفيد دودلي فيلد الأول (بالإنجليزية: David Dudley Field I)‏ هو مؤرخ أمريكي، ولد في 20 مايو 1781 في ماديسون في الولايات المتحدة، وتوفي في 1 أبريل 1867 في Stockbridge, Massachusetts ‏ في الولايات المتحدة.